# NGC 808
NGC 808 je galaksija u zviježđu Kit.

## Vanjske poveznice
- SEDS: NGC 808